# Шумново (Тверская область)
Шу́мново — деревня в Конаковском районе Тверской области России. Входит муниципальное образование городское поселение Конаково.
Находится в пригородной зоне города Конаково.

## География
Деревня находится в юго-восточной части Тверской области, в зоне хвойно-широколиственных лесов, при Шумновском болоте, в 4 км к востоку от города Конаково.

### Климат
Климат характеризуется как умеренно континентальный, с прохладным летом и относительно мягкой зимой. Среднегодовая температура воздуха — 3,5 °C. Абсолютный минимум температуры воздуха составляет −35 °C; абсолютный максимум — 35 °C. Годовое количество атмосферных осадков составляет 568 мм, из которых большая часть выпадает в тёплый период. Вегетационный период длится в среднем 140—150 дней.

## История
Первое упоминание о деревне Шуманово можно встретить в писцовых книгах Московского государства середины XVI века, где она названа «Шюминова». Деревня принадлежала Оршину монастырю и входила в вотчину исчезнувшего села Харлановское. В 1806 году Шумново насчитывало 33 двора и 256 жителей. В 1851 году Шумново состояло из 17 дворов и 123 жителей, а в 1859 году — из 19 дворов и 147 жителей. Дети обучались в земской школе села Селихово.

## Население
| 2010 |
| ---- |
| 27   |

## Инфраструктура
В XX веке на болоте неподалёку от деревни производилась добыча торфа.

## Транспорт
К деревне вела узкоколейная железная дорога.